# رالف غوثري
رالف غوثري (بالإنجليزية: Ralph Guthrie)‏ هو لاعب كرة قدم بريطاني، ولد في 13 سبتمبر 1932 في هارتلبول في المملكة المتحدة، وتوفي بنفس المكان في 1996. لعب مع نادي أرسنال ونادي هارتلبول يونايتد.